# Parc national de la rivière Mitchell (Victoria)
Ne doit pas être confondu avec Parc national de la rivière Mitchell (Australie-Occidentale).
Le parc national de la rivière Mitchell (anglais : Mitchell River National Park) est un parc national australien situé au Victoria, à 300 km à l'est de Melbourne et à 40 km au nord de Bairnsdale. Il englobe la région spectaculaire où la Mitchell River se fraie un chemin à travers de hautes falaises et plusieurs gorges. 

## Histoire
Le parc est créé comme parc national Glenaladale en 1963 à la suite d'un don de 1,63 km2 de terres de l'Australian Paper Manufacturers Ltd. Un ajout de 118 km2 est réalisé en 1986, date à laquelle le parc change de nom pour le nom actuel. Il est agrandi en 2003 de 23,75 km², portant sa superficie totale à 143,38 km². 

## Faune et flore
Dans certains des gorges se trouvent des restes de forêts humides tempérées chaudes, les plus méridionales au monde. Ils peuvent survivre car les parois escarpées des gorges les protègent des vents d'été et des feux de brousse qui font rage à l'occasion dans la région. 
On décrit plus de 150 espèces d'oiseaux et 25 espèces de mammifères dans le parc. La végétation dans le parc comprend des syzygium, des myrsines, des fougères, des mousses et des lianes. Dans les zones plus sèches, les espèces typiques d'Australie telles que les acacias et les eucalyptus dominent. 
La rivière Mitchell est un lieu important pour la nation Gunaï et en particulier les peuples Brabuwooloong et Brayakuloong du centre de Gippsland. L'une des caractéristiques du parc est de la Den of Nargun mentionné dans les légendes autochtones. 
De l'or est découvert dans la région en 1857. Des champs le long de la rivière Mitchell et de ses affluents sont exploités au début du XXe siècle ainsi que quelques exploitations minières dans les années 1860. Une utilisation ultérieure par les Européens s'est faite principalement pour le bois et l'agriculture. 